# Zrnovci
Zrnovci é uma vila localizada no município de Zrnovci, na República da Macedônia do Norte.